# Cacodaemon
Cacodaemon (лат.) — род жуков-плеснеедов из подсемейства Lycoperdininae (Endomychidae). Юго-Восточная Азия. Около 30 видов.

## Описание
Жуки средних размеров. Длина 7,0-11,0 мм. Тело удлиненно-овальное до короткоовального, сильно выпуклое, блестящее или матовое, голое; грубо, от редко до густо, беспорядочно пунктированы с сетчатыми промежутками. Цвет коричневато-черный или чаще всего чёрный; надкрылья с длинными шипами и/или бугорками, плечи часто килеватые с шипами, бугорки надкрылий чёрные или красные. Усики 11-члениковые, булава состоит из трёх сегментов. Формула лапок: 4-4-4. Мало что известно об экологии видов Cacodaemon. Имаго можно собрать с грибов, растущих на нижней части деревьев.

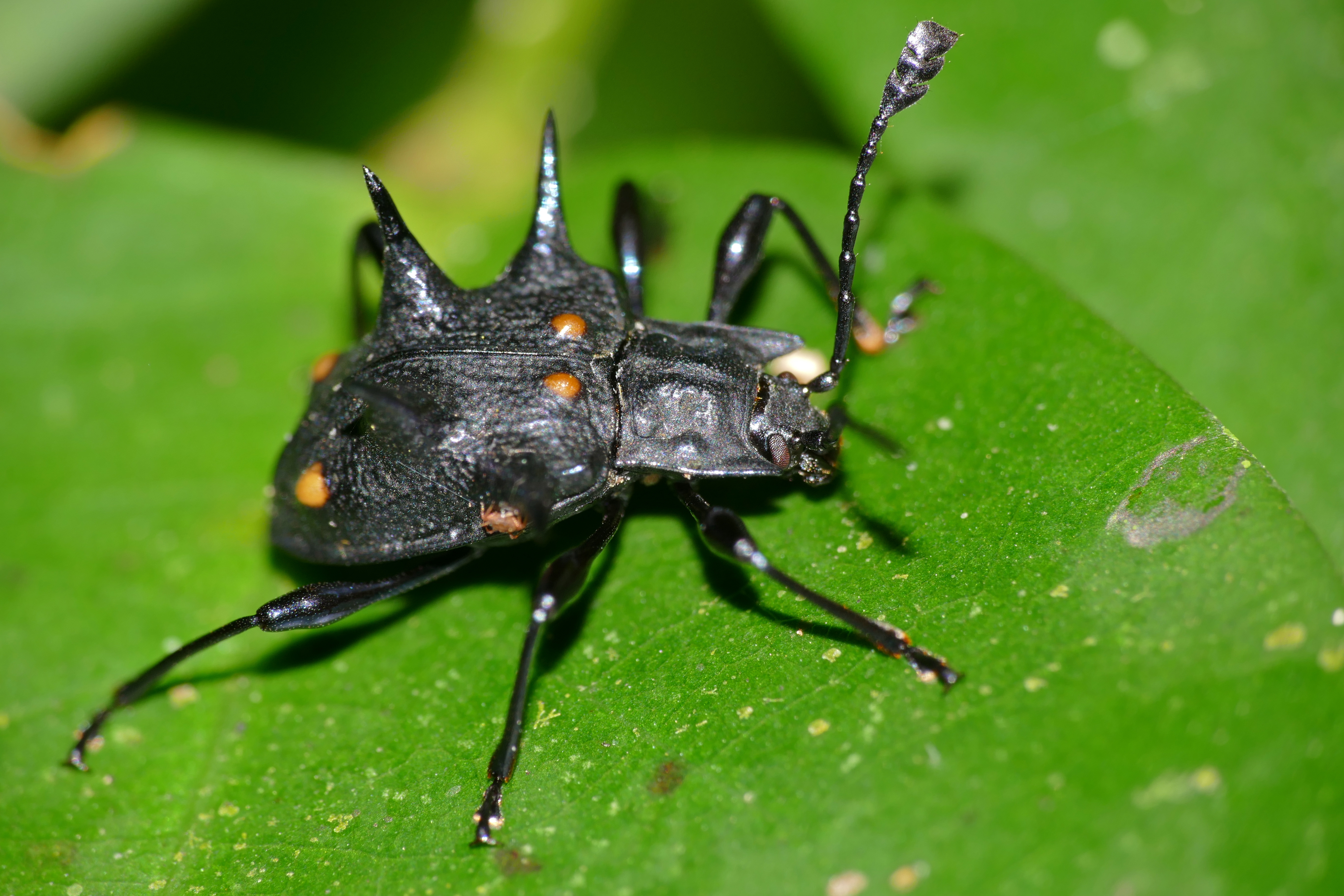
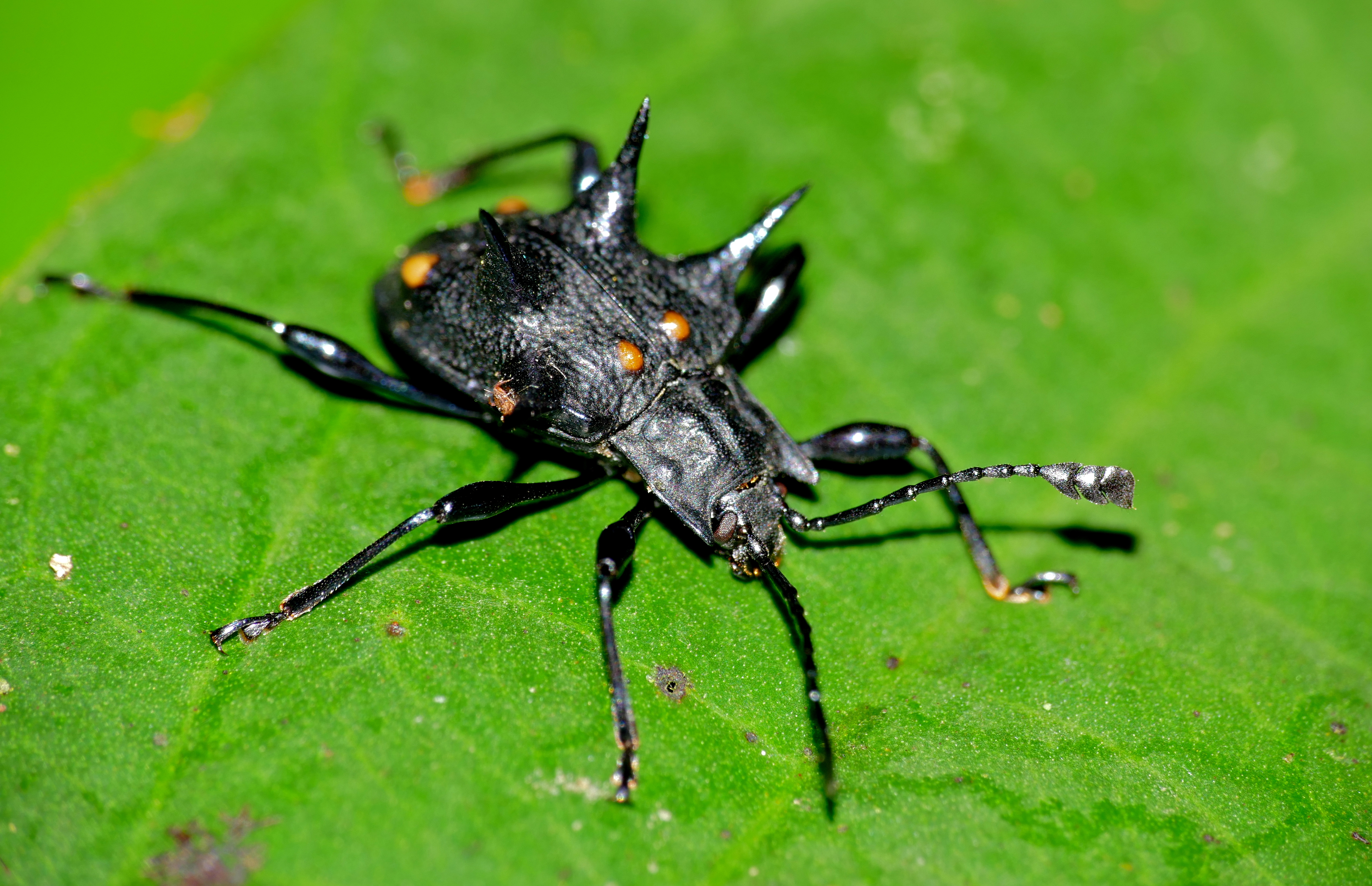

## Систематика
В составе рода около 30 видов. Род был впервые выделен и описан в 1857 году американским энтомологом Джеймсом Томсоном (1828—1897). Какодемон означает «злой дух», бес,  или «демон» (др.-греч. κακοδαίμων, лат. kakodaimōn от κακός + δαίμων). Эти жуки выглядят несколько «дьявольски» с поразительными шиповидными выступами на переднегруди и надкрыльях, поэтому Томсон дал имена нескольким видам, которые он включил в этот род, которые относятся к подземному миру: C. lucifer (с Борнео; синоним C. aculeatus); C. satanas (Борнео); C. cerberus (Ява; синоним C. spinicollis). Виды Cacodaemon наиболее сходны с видами Amphisternus, Amphistethus, Spathomeles и Stictomela в том, что надкрылья снабжены высокими бугорками и/или шипами. Среди них Cacodaemon оказывается близким к Amphisternus тем, что у него яйцеклад с основанием семяприемника имеет крупную, по крайней мере слабо склеротизированную, узелковую структуру, а мандибулы с сильно асимметричными вершинами. Обе черты, общие с Amphisternus, отделяют Cacodaemon от Amphistethus, Spathomeles и Stictomela. Кроме того, межтазиковый отросток мезовентрита с субпараллельными сторонами и межтазиковый отросток метавентрита, не окаймленный спереди, но выпуклый, разное строение верхнечелюстной щели, лишенное S-образных щетинок на вершине, и надкрылья, почти всегда снабженные длинными и острыми шипами, позволяют отличить Cacodaemon от все указанные роды.
- Cacodaemon aculeatus (Gerstaecker, 1857)[5]
  - =Cacodaemon lucifer
- Cacodaemon acuminatus (Achard, 1925)
- Cacodaemon armatus (Gorham, 1892)
- Cacodaemon arrowi Strohecker, 1968[6]
- Cacodaemon atramentus Strohecker, 1968
- Cacodaemon auriculatus (Gerstaecker, 1857)
- Cacodaemon bakeri (Strohecker, 1957)
- Cacodaemon beliar Strohecker, 1982
- Cacodaemon bellicosus (Gerstaecker, 1857)
- Cacodaemon borneensis (Frivaldszky, 1883)[7]
- Cacodaemon freudei (Strohecker, 1957)
- Cacodaemon gerstaeckeri (Strohecker, 1959)
- Cacodaemon gracilis Stroheckar, 1968
- Cacodaemon hamatus (Guérin-Ménèville, 1837)
- Cacodaemon hystricosus (Gerstaecker, 1857)
- Cacodaemon kaszabi (Stroheckar, 1957)
- Cacodaemon laotinus (Arrow, 1920)
- Cacodaemon mastophorus (Strohecker, 1957)
- Cacodaemon nigrellus (Strohecker, 1957)
- Cacodaemon proavus Strohecker, 1968[6]
- Cacodaemon satanas (Thomson, 1856)[8] typus
- Cacodaemon sexcristatus (Frivaldszky, 1883)
- Cacodaemon spinicollis (Gerstaecker, 1857)[5]
  - =Cacodaemon cerberus
- Cacodaemon spinosus (Gorham, 1901)
- Cacodaemon tuberifer (Frivaldszky, 1883)[7]
- Cacodaemon vietnamensis Yoshitomi et Pham, 2022[2]

## Распространение
Встречаются в Юго-Восточной Азии (Индонезия, Малайзия, Китай, Лаос, Вьетнам).